# Pitkin (Kolorado)
Pitkin – miasto w Stanach Zjednoczonych, w stanie Kolorado, w hrabstwie Gunnison.